# Jin Ju
Jin Ju, (cinese semplificato: 居 觐; cinese tradizionale: 居 覲 ;pinyin: Jū Jìn), (Shanghai, 1975) è una pianista cinese naturalizzata italiana.

## Biografia
Nata in una famiglia di musicisti, Jin Ju ha studiato pianoforte al Conservatorio di Pechino, e si è perfezionata all'Accademia Chigiana di Siena e all'Accademia pianistica di Imola. È stata premiata in concorsi prestigiosi quali il China National Piano Competition, il Beethoven Society Competition di Londra, l'UNISA International Piano Competition, il  Čajkovskij di Mosca e il Queen Elisabeth di Bruxelles; ha vinto il premio Echo Klassik nel 2012 per le sue interpretazioni di Beethoven, Czerny e Franz Schubert. Fra le sue esibizioni si ricordano il Concerto nella Sala Nervi del Vaticano dove si è esibita su sette pianoforti d’epoca per Papa Benedetto XVI, trasmesso in mondovisione nel 2009 e un evento al Quirinale con la presenza del presidente Mattarella e dell'ambasciatore cinese in Italia Li Junhua nel febbraio 2020. Ha insegnato al Royal Northern College of Music di Manchester, all’Accademia Pianistica Internazionale di Imola ed è Guest Professor al Conservatorio Centrale di Pechino.